# اوئارمی
اوئارمی (انگلیسی: Huarmey) یک شهرک در پرو است که در استان اوئارمی واقع شده‌است. اوئارمی ۱۶۱۷۲ نفر جمعیت دارد و ۱۴ متر بالاتر از سطح دریا واقع شده‌است.